# Protriptylin
Protriptylin (Handelsnamen: Vivactil®, Concordin®) ist ein Arzneistoff aus der Gruppe der trizyklischen Antidepressiva. Es hemmt ähnlich stark wie Desipramin die Wiederaufnahme des Neurotransmitters Noradrenalin, ohne dabei nennenswerte sedierende Eigenschaften zu haben. Protriptylin wirkt zudem als FIASMA (funktioneller Hemmer der sauren Sphingomyelinase). Der Wirkstoff wurde 1962 von Merck & Co. patentiert. Verwendet wird das Hydrochlorid.

## Klinische Angaben

### Anwendungsgebiete (Indikationen)
Der Arzneistoff eignet sich aufgrund des oben genannten Wirkmechanismus besonders gut zur Behandlung von Depressionen mit ausgeprägter Antriebsschwäche. Behandlungserfolge können auch bei ADHS, Narkolepsie und dem chronischen Schmerzsyndrom erzielt werden.

### Unerwünschte Wirkungen (Nebenwirkungen)
Bei Protriptylin sind u. a. folgende unerwünschte Wirkungen festzustellen:
- mäßig bis stark: Wirkungen auf die Herzfunktion
- mäßig: anticholinerge Wirkungen und epileptische Anfälle
- gering: niedriger Blutdruck (Hypotonie) und Gewichtszunahme
- minimal: Sedierung

### Dosierung
Die übliche Tagesdosis liegt zwischen 15 und 40 mg, die Extremdosen liegen zwischen 10 und 60 mg pro Tag.

## Pharmakologische Eigenschaften
Die Plasmaeliminations-Halbwertszeit des Arzneistoffs ist mit 54 bis 198 Stunden verhältnismäßig lang.